# Same Kind of Different as Me
Same Kind of Different as Me (bra: Somos Todos Iguais) é um filme estadunidense de 2017, dirigido por Michael Carney e escrito por Ron Hall, Alexander Foard e Michael Carney. É baseado no livro de 2006 de mesmo nome de Ron Hall, Denver Moore e Lynn Vincent. O filme é estrelado por Greg Kinnear, Renée Zellweger, Djimon Hounsou, Olivia Holt, Jon Voight e Stephanie Leigh Schlund. Foi lançado em 20 de outubro de 2017, pela Pure Flix Entertainment.

## Elenco
- Greg Kinnear como Ron Hall
- Renée Zellweger como Deborah Hall
- Djimon Hounsou como Denver Moore
- Jon Voight como Earl Hall
- Olivia Holt como Regan Hall
- Austin Filson como Carson Hall
- Geraldine Singer como Tommye Hall
- Daniel Zacapa como Julio Larraz
- Dana Gourrier como Willow
- Thomas Francis Murphy como Chefe Jim
- Ann Mahoney como Clara
- Theodus Crane como Tiny

## Recepção
No agregador de críticas Rotten Tomatoes, o filme tem uma classificação de aprovação de 33% com base em 9 críticas com uma média de 5,3/10. No Metacritic, o filme tem uma pontuação de 47 em 100, com base em sete avaliações, indicando "críticas mistas ou médias".